# Jean-Jacques Vacheresse
Pour les articles homonymes, voir Vacheresse (homonymie).
Jean-Jacques Vacheresse est un homme politique français né le 23 décembre 1787 à Privas (Ardèche) et mort le 25 août 1875.

## Biographie
Médecin à Privas, il est député de l'Ardèche de 1849 à 1851, siégeant à gauche avec les républicains modérés.

## Sources
- « Jean-Jacques Vacheresse », dans Adolphe Robert et Gaston Cougny, Dictionnaire des parlementaires français, Edgar Bourloton, 1889-1891 [détail de l’édition]